# Avtotiza
Avtotiza (grško autothysis – požrtvovalnost) je v splošnem proces, pri katerem živali uničijo oz. žrtvujejo same sebe za namen obrambe pred plenilci oz. napadalci. Izraz sta leta 1974 predlagala nemška znanstvenika U. Maschwitz in E. Maschwitz za opis obrambnega mehanizma pri mravljah vrste Camponotus saundersi.

## Vedenjska ekologija
Avtotiza je v splošnem samouničenje, ki zajema določeni morfološki ali fiziološki mehanizem in služi obrambi proti napadalcem. Avtotiza kot način obrambe kolonije je bila opažena poleg omenjenih mravljah tudi pri kastah vojakov v rodovih termitov Dentispicotermes, Genuotermes, Orthognathotermes in Serritermes. Pri skupinah termitov, ki nimajo kast vojakov (npr. rodova Grigiotermes in Ruptitermes), so sposobnost avtotize prevzeli kaste delavcev. Avtotizo se lahko obravnava tudi kot obliko samomorilskega altruizma.
C. saundersi ima dve veliki mandibularni žlezi, ki se raztezata po celotnem telesu mravlje in sta napolnjeni s toksinom oz. s korozivno snovjo in/ali z bioadhezivom (lepilom). Mravlja običajno napada s čeljustmi in sprošča opozorilni feromon, v primeru večjega napada oz. v skrajni situaciji pa mravlja močno stisne abdominalne mišice, zaradi česar se stene žlez razpočijo, rumenkasta vsebina pa se razprši na vse strani, kar ubije ali onemogoči napadalce. Podobni mehanizmi so prisotni pri termitu vrste Globitermes sulphureus ter nekaterih vrstah mravelj v rodu Camponotus.
V širšem pogledu ni nujno, da avtotiza vključuje samomorilnost, niti ni nujno, da vključuje razpočenje oz. »eksplozijo«. Namreč, v izvorni etimologiji lahko izraz razčlenimo na besedi autos – sam ter thysia – obred, ponudba (tj. obramba sorodnih vrst na račun lastnih možnosti za preživetje): v skladu s tem lahko k avtotizi štejemo odziv poškodovanega rastlinskega tkiva, kot je sproščanje cianidnih spojin iz semen marelice. Nepoškodovana semena ne sproščajo strupenih snovi, ker je to nepotrebno in ker bi lahko poškodovale semensko zasnovo (embrio).